# Фрэнк Оушен
Кри́стофер Фрэ́нсис «Фрэнк» О́ушен (англ. Christopher Francis «Frank» Ocean), урождённый Кри́стофер Э́двин Бро (англ. Christopher Edwin Breaux; 28 октября 1987, Лонг-Бич, Калифорния) — американский певец, автор песен и рэпер. Музыкальные критики отмечают его работы за авангардные стили и интроспективную, эллиптическую лирику. Оушен получил две премии "Грэмми" и премию Brit Award как международный мужской сольный исполнитель среди других наград, а два его студийных альбома были включены в список 500 величайших альбомов всех времён Rolling Stone (2020).
Фрэнк Оушен начал свою музыкальную карьеру в качестве гострайтера, прежде чем присоединиться к хип-хоп коллективу Odd Future в 2010 году. В следующем году он выпустил свой первый микстейп "Nostalgia, Ultra", а впоследствии заключил контракт на запись с Def Jam Recordings. Его первый студийный альбом, эклектичный "channel ORANGE" (2012), объединил стили R&B и соул. На церемонии вручения премии "Грэмми" 2013 года "channel ORANGE" был номинирован на "Альбом года" и стал лучшим городским современным альбомом; один из его синглов, "Thinkin Bout You", был номинирован на "Запись года". В 2013 году журнал Time назвал его одним из самых влиятельных людей в мире.
После четырёхлетнего перерыва Фрэнк выпустил визуальный альбом под названием "Endless" в 2016 году, чтобы выполнить контрактные обязательства с Def Jam. Фрэнк самостоятельно выпустил свой второй студийный альбом "Blonde" на следующий день после выхода "Endless". "Blonde" расширил экспериментальный музыкальный подход Фрэнка и занял первое место в списке лучших альбомов Pitchfork десятилетия 2010-х. Это был его первый альбом номер один в американском Billboard 200 и был сертифицирован платиновым Американской ассоциацией звукозаписывающей индустрии (RIAA). Начиная с 2017 года, Фрэнк время от времени выпускал синглы, работал фотографом для журналов, запустил модный бренд Homer и запустил Homer Radio: новую трансляцию Apple Music 1, которая выходит каждый четверг в 10 часов вечера по восточному времени и описывается как часовое окно того, что происходит в их офисе в нерабочее время.

## Ранняя жизнь
Оушен родился 28 октября 1987 года в Лонг-Бич, Калифорния. Когда ему было пять лет, он и его семья переехали в район Нового Орлеана. Он был воспитан христианином, в том числе короткое время был практикующим католиком.
После окончания средней школы Джона Эрета в Марреро, штат Луизиана, в 2005 году Оушен поступил в Университет Нового Орлеана для изучения английского языка. Однако ураган "Катрина" обрушился на Новый Орлеан в августе 2005 года, разрушив его дом и личную студию звукозаписи и вынудив его перевестись в Университет Луизианы в Лафейетте. Он пробыл там короткое время, прежде чем бросить учёбу, чтобы сосредоточиться на своей музыкальной карьере.

## Карьера

### 2006-2011: Начало карьеры, Odd Future и "Nostalgia, Ultra"
В 2006 году Фрэнк переехал в Лос-Анджелес, чтобы продолжить свою музыкальную карьеру, работая в различных заведениях быстрого питания и сферы обслуживания, чтобы прокормить себя. Менее чем за три года он зарекомендовал себя как автор песен под именем Лонни Бро, получив первое имя "Лонни" в честь своего дедушки по имени Лайонел, с которым Оушен часто общался в детстве. Получив контракт на написание песен, Оушен писал песни для таких артистов, как Джастин Бибер, Бейонсе, Джон Ледженд и Брэнди. Позже Фрэнк сказал о своей работе в то время:
"Был момент, когда я сочинял для других людей, и, возможно, было бы удобно продолжать это делать и наслаждаться этим источником дохода и анонимностью. Но это не причина, по которой я ушёл из школы и из семьи".
Он взял сценический псевдоним Фрэнк Оушен, позаимствовав его у Фрэнка Синатры и фильма 1960-х годов "Одиннадцать друзей Оушена", в котором Синатра сыграл главную роль. Вскоре после этого он присоединился к хип-хоп-коллективу Odd Future из Лос-Анджелеса, с которым познакомился в 2009 году. Его дружба с участником Odd Future Tyler, the Creator, придала Фрэнку новый импульс в написании песен. В конце 2009 года он познакомился с Трики Стюартом, который помог ему подписать контракт на написание песен с Def Jam Recordings. Фрэнк почувствовал, что лейбл пренебрегает им, и начал работать над микстейпом самостоятельно, без их участия. 16 февраля 2011 года Фрэнк самостоятельно выпустили итоговый микстейп "Nostalgia, Ultra" онлайн бесплатно. Микстейп получил положительные отзывы критиков. Микстейп фокусируется на межличностных отношениях, личных размышлениях и социальных комментариях. Эндрю Ноз из NPR сказал, что написание песен Фрэнком "умное и утончённое... выделяющее его из толпы". Джона Вайнер из журнала Rolling Stone написал, что Фрэнк был "одарённым авангардным R&B смузи".
В апреле 2011 года Фрэнк заявил, что его отношения с Def Jam укрепились после выхода "Nostalgia, Ultra". Микстейп сделал Фрэнка широко известным и привёл к его сотрудничеству с рэперами Jay-Z и Kanye West. Впервые Фрэнк появился в клипе Tyler, the Creator на сингл "She" из дебютного студийного альбома "Goblin" (2011). Его первое выступление состоялось в сотрудничестве с Odd Future на фестивале музыки и искусств в долине Коачелла в 2011 году, где позже он присоединился к ним в их первом туре по восточному побережью Соединённых Штатов. 19 мая 2011 года лейбл звукозаписи Def Jam объявил о своих планах переиздать "Nostalgia, Ultra" в виде EP. Сингл "Novacane" был выпущен на iTunes в мае 2011 года, а EP первоначально должен был выйти в следующем месяце, но был отложен.
В июне 2011 года Оушен сообщил, что он будет работать над предстоящим совместным альбомом Канье Уэста и Jay-Z "Watch the Throne". Оушен был соавтором двух треков: "No Church in the Wild" и "Made in America". 28 июля 2011 года песня под названием "Thinkin Bout You" просочилась в Интернет. Позже выяснилось, что песня была эталонным треком, написанным Оушеном для дебютного студийного альбома артистки Roc Nation Бриджит Келли. Келли переименовала песню в "Thinking About Forever". В сентябре 2011 года было выпущено музыкальное видео, снятое High5Collective на версию Оушена, однако песня все равно появилась на дебютном EP Келли "Every Girl". В августе 2011 года Фрэнк Оушен впервые появился на обложке издания The Fader в его 75-м номере.

### 2012-2013: "Channel Orange"
Оушен опубликовал обложку для ведущего сингла своего дебютного студийного альбома под названием "Thinkin Bout You", сообщив, что песня будет выпущена в цифровых магазинах 10 апреля 2012 года. Однако месяцем ранее уже просочилась переделанная версия песни. О предполагаемом сингле он сказал: "Это кратко определяет меня как артиста, того, кем я являюсь прямо сейчас, и это было целью", - сказал он о продолжении своей нашумевшей "Nostalgia, Ultra". "Все дело в историях. Если я напишу 14 историй, которые мне нравятся, то следующий шаг - создать вокруг них музыкальную среду, которая наилучшим образом окутает историю и все виды звукового совершенства".
Возможно, это момент R&B Ziggy Stardust, когда споры и публичность, связанные с сексуальностью артиста, и блеск его последнего альбома объединяются, чтобы придать его карьере неудержимый импульс.
— Алексис Петридис, 2012
В 2012 году Оушен выпустил свой дебютный студийный альбом "Channel Orange", получивший всеобщее признание критиков, которые позже назвали его лучшим альбомом года по результатам опроса HMV. Он также принёс Оушену шесть номинаций на премию "Грэмми", и некоторые авторы отметили, что он продвинул жанр R&B в другом, более сложном направлении. Рассматриваемый как первый коммерческий релиз Оушена на традиционном лейбле звукозаписи, "Channel Orange" показал нетрадиционные песни, которые были отмечены за их повествование и социальные комментарии, а также плотный музыкальный сплав, основанный на джазе, соуле и R&B. Фанк и электронная музыка также повлияли на его альбом. Песни о неразделённой любви, в частности, привлекли наибольшее внимание, отчасти из-за заявления Оушена перед выходом альбома, когда он признался, что его первой любовью был мужчина. Это объявление попало в заголовки мировых газет, и некоторые критики сравнили его культурное воздействие с тем, когда Дэвид Боуи признался, что он бисексуал в 1972 году.
"Channel Orange" дебютировал на второй строчке Billboard 200 и разошёлся тиражом 131 000 копий за первую неделю. Большая часть продаж за первую неделю пришлась на цифровые копии с iTunes, в то время как примерно 3000 продаж были физическими копиями. 30 января "Channel Orange" получил золотой сертификат Американской ассоциации звукозаписывающей индустрии (RIAA). По данным Nielsen SoundScan, к сентябрю 2014 года было продано 621 000 копий альбома. Оушен продвигал альбом во время своего летнего тура 2012 года, в ходе которого состоялись финальные выступления на фестивалях Coachella и Lollapalooza. На церемонии Brit Awards 2013 Оушен получил премию Brit Award как международный сольный исполнитель мужского пола.
28 мая 2013 года Оушен анонсировали тур "You're Not Dead..." 2013; турне по Европе и Канаде, состоящее из четырнадцати дат, которое началось 16 июня 2013 года в Мюнхене. У него было запланировано выступление в первый вечер OVO Fest 4 августа 2013 года; однако он был вынужден отменить своё выступление из-за небольшой травмы голосовых связок. Первый вечер музыкального фестиваля впоследствии был отменён, и Джеймсу Блейку было забронировано выступление во второй вечер в качестве замены Оушена. Оушен появился в альбоме Джона Майера "Paradise Valley" в качестве исполнителя песни под названием "Wildfire".

### 2013-2016: "Endless" и "Blonde"
В феврале 2013 года Оушен подтвердил, что он начал работу над своим вторым студийным альбомом, который, как он подтвердил, будет ещё одним концептуальным альбомом. Он рассказал, что над записью работал с Tyler, the Creator, Фарреллом Уильямсом и Danger Mouse. Позже он заявил, что находился под влиянием The Beach Boys и The Beatles. Он заявил, что заинтересован в сотрудничестве с Tame Impala и King Krule и что он запишет часть альбома на Бора-Бора.
10 марта 2014 года песня "Hero" стала доступна для бесплатного скачивания на SoundCloud. Песня написана совместно с Миком Джонсом, Полом Симононом и Diplo и является частью трёх исполнителей Converse. Серия из одной песни.
В апреле 2014 года Оушен заявил, что его второй альбом почти готов. В июне Billboard сообщил, что певец работает с рядом артистов, таких как Хэппи Перес (с которым он работал над "Nostalgia, Ultra"), Чарли Гамбетта и Кевин Ристро, в то время как продюсеры Hit-Boy, Родни Джеркинс и Danger Mouse, как говорили, также были на борту. 29 ноября 2014 года Оушен опубликовал фрагмент новой песни, предположительно из его предстоящего продолжения на "Channel Orange" под названием "Memrise" на своей официальной странице в Tumblr. The Guardian описала песню так: "...песня, которая подтверждает, что, несмотря на сообщения о смене лейбла и менеджмента, он сохранил как свои эксперименты, так и чувство меланхолии за прошедшие годы". 6 апреля 2015 года Оушен объявил, что его продолжение "Channel Orange" выйдет в июле. В конечном счёте альбом не был выпущен в июле, без каких-либо объяснений его задержки. Ходили слухи, что издание будет называться "Boys Don't Cry", и планировалось, что в альбом войдёт вышеупомянутая "Memrise". В феврале 2016 года Оушен был показан в альбоме Канье Уэста "The Life of Pablo" на треке "Wolves" вместе с Виком Менсой и Sia. Месяц спустя Уэст отредактировал песню заново, а часть Оушена была отделена и внесена в трек-лист как его собственная песня под названием "Frank's Track".
В июле 2016 года он намекнул на возможный второй альбом с изображением на своём веб-сайте, указывающим на июльскую дату релиза. На изображении показан библиотечный билет с надписью "Boys Don't Cry" и многочисленными штампами, подразумевающими различные сроки выпуска. Даты начинаются со 2 июля 2015 года и заканчиваются в июле 2016 года. Брат Оушена, Райан Бро, также предложил этот релиз, подписав в Instagram ту же фотографию с библиотечной карточки, на которой написано "BOYS DON'T CRY #JULY 2016".
К 1 августа 2016 года, примерно в 3 часа ночи, бесконечная прямая трансляция, снятая при негативном освещении в помещении, предположительно являющемся бруклинским складом, спонсируемая Apple Music, начала появляться на boysdontcry.co на котором, как оказалось, был показан Оушен, работающий по дереву и время от времени играющий инструментальные композиции. Позже стало ясно, что эти инструментальные композиции были взяты из его грядущего визуального альбома "Endless"; продолжительность полной версии оценивается в 140 часов. В тот же день многие новостные агентства сообщили, что 5 августа 2016 года может стать датой выхода "Boys Don't Cry". Эта дата также оказалась неточной, хотя на сессии Reddit AMA его коллега Малай сказал, что Оушен - перфекционист, постоянно что-то подправляющий, и что с его искусством нельзя торопиться.
18 и 19 августа 2016 года прямая трансляция сопровождалась музыкой, а в полночь на Apple Music была направлена ссылка на проект под названием "Endless". "Endless" стал бы последним альбомом Оушена на Def Jam Recordings, который выполнил бы его контракт со звукозаписывающим лейблом. До выхода визуального альбома на Apple Music Оушен уже начал прилагать усилия к тому, чтобы расстаться с Def Jam, который подписал контракт с артистом в 2009 году. Он описывает свои переговоры с лейблом как "семилетнюю шахматную партию", добавляя при этом, что в ходе процесса он заменил многих своих представителей (включая адвоката и менеджера), а также был вынужден выкупить все свои мастер-записи, которые ранее принадлежали Def Jam.
В полночь по тихоокеанскому времени 20 августа 2016 года музыкальное видео на песню под названием "Nikes" было загружено на страницу Оушена Connect в Apple Music, а затем на его собственный веб-сайт. Также 20 августа Оушен объявил о создании всплывающих магазинов в Лос-Анджелесе, Нью-Йорке, Чикаго и Лондоне для своего журнала "Boys Don't Cry" и выпустил свой второй студийный альбом "Blonde", получивший широкое признание. "Blonde" дебютировал на первом месте в нескольких странах, включая Соединённые Штаты и Великобританию, и зафиксировал продажи в 232 000 копий (275 000 единиц, эквивалентных альбому) за первую неделю. Вместо того, чтобы отправиться в обычный промо-тур, играя на радио-фестивалях и появляясь в телевизионных шоу, Оушен провёл месяц после выхода "Blonde", путешествуя по таким странам, как Китай, Япония и Франция. Он также решил не представлять "Blonde" на рассмотрение на церемонии вручения премии "Грэмми", заявив, что "это учреждение, безусловно, имеет ностальгическое значение; просто, похоже, оно не очень хорошо представляет людей, которые родом оттуда, откуда я родом, и придерживаются того, чего придерживаюсь я". Time оценил его как лучший альбом 2016 года в своём списке на конец года. Forbes подсчитал, что "Blonde" заработал Оушену почти миллион прибыли после одной недели доступности, приписав это тому, что он выпустил альбом самостоятельно и в качестве ограниченного эксклюзивного релиза на iTunes и Apple Music. 9 июля 2018 года "Blonde" получил платиновый сертификат Американской ассоциации звукозаписывающей индустрии (RIAA).

### 2017–настоящее время: Blonded Radio, синглы и "Homer"
21 февраля 2017 года шотландский диджей и продюсер Calvin Harris анонсировал свой сингл "Slide", в котором приняли участие Оушен и хип-хоп-трио Migos. Сингл был выпущен двумя днями позже и взят из пятого студийного альбома Харриса "Funk Wav Bounces Vol. 1". Оушену и Migos приписывают вокальные партии, а участникам Оушена и Migos, Quavo и Offset, приписывают написание песен, в то время как продюсированием занимается Харрис. Другого участника Migos, Takeoff, в песне нет. Песня была выпущена 23 февраля 2017 года и была показана в первом эпизоде радиошоу Оушена Beats 1 Blonded Radio. Это также первое записанное сотрудничество Оушена с тех пор, как он покинул Def Jam, причём Оушен указан в аннотации к альбому как "появившийся благодаря Фрэнку Оушену". Песня была сертифицирована Американской ассоциацией звукозаписывающей индустрии как дважды платиновая и стала первым синглом Оушена из первой десятки в чарте Billboard Mainstream Top 40, достигнув 9-й строчки. 10 марта 2017 года Оушен выпустил новый сингл "Chanel" во втором эпизоде Blonded Radio, а также сыграл альтернативную версию с участием американского рэпера ASAP Rocky. Песня стала его первой сольной работой, выпущенной после "Blonde" и "Endless" в 2016 году. В последующих эпизодах Blonded Radio в апреле состоялась премьера песни Оушена "Biking" с участием Jay-Z и Tyler, the Creator "Lens", а также альтернативной версии с участием Трэвиса Скотта и ремикса на трек "Slide On Me" с участием Young Thug. 15 мая Оушен был показан в песне ASAP Mob "Raf", премьера которой состоялась на Blonded вместе с сольной версией "Biking". 28 августа Оушен выпустил ещё один сингл, "Provider", на Blonded Radio.
В октябре 2017 года Оушен опубликовал фоторепортаж под названием "New 17" для британского журнала i-D. В эссе Оушен сказал: "Если вам понравился две тысячи семнадцатый, то вам понравится две тысячи восемнадцатый". В ноябре 2017 года Оушен намекнул через Tumblr, что его пятый проект завершён. Однако неизвестно, когда и будет ли он выпущен. Голос Оушена появляется в видеоигре Grand Theft Auto V, когда он играет самого себя ведущим внутриигровой радиостанции Blonded Los Santos 97.8 FM. Он также добавил в игру песни "Provider", "Ivy", "Crack Rock", "Chanel", "Nights" и "Pretty Sweet" и поёт джинглы радиостанции.
14 февраля 2018 года Оушен выпустил "Moon River", кавер-версию песни, исполненной Одри Хепбёрн в фильме 1961 года "Завтрак у Тиффани". В мае 2018 года Оушен был на треках "Brotha Man" и "Purity" из третьего студийного альбома ASAP Rocky "Testing". В августе 2018 года Оушен принял участие в песне "Carousel" из третьего студийного альбома Трэвиса Скотта "Astroworld", который вышел в тот же день. В сентябре 2018 года сообщалось, что Оушен подал в суд на Скотта с помощью письма о прекращении. Позже Оушен подтвердил через пост в Tumblr, что спор касался социальных вопросов, а не музыки, и с тех пор был разрешён между двумя артистами. 6 ноября 2018 года в течение дня транслировались три промежуточных специальных выпуска Blonded Radio, посвящённых промежуточным выборам, которые состоялись в США, а также выпуску новых товаров, которые бесплатно раздавались тем, у кого есть подтверждение о голосовании в Хьюстоне, Атланте, Майами и Далласе. Сами шоу не включали никаких новых песен Оушена, но включали различные политические дискуссии, включая дискуссию о том, что Оушен является "откровенно странным" чернокожим человеком в современной рэп-музыке.
5 февраля 2019 года аккаунт Оушена на Tumblr был взломан, намекая на информацию о большем количестве материалов Оушена. С тех пор эти сообщения были удалены. 19 октября 2019 года Оушен выпустил новую песню под названием "DHL" на своём радиошоу Beats 1 Blonded Radio и анонсировал на своём веб-сайте 7-дюймовые виниловые синглы с двумя новыми песнями под названием "Dear April" и "Cayendo", первоначально доступные только в виде физических синглов с би-сайд-ремиксами от Justice и Sango, соответственно. 1 ноября 2019 года Оушен последовал за "DHL" с новой песней под названием "In My Room", премьера которой состоялась на Blonded Radio, а вскоре после этого, 3 ноября, опубликовал в Интернете ещё один виниловый сингл с новой песней под названием "Little Demon" с ремиксом на би-сайд от Arca. Однако 25 февраля 2020 года Оушен объявил, что заменит "Little Demon" неизданной песней, которая выйдет 28 февраля 2020 года. Винил для "Little Demon" был аннулирован, и деньги были возвращены.
Оушен должен был стать хедлайнером Coachella в октябре 2020 года. Из-за пандемии COVID-19 фестиваль первоначально был отложен до 9-11 октября и 16-18 октября, но в июне сотрудники здравоохранения округа Риверсайд объявили об этом, и Дилижанс был полностью отменён. В августе 2021 года соучредитель Coachella Пол Толлетт подтвердил, что Оушен станет хедлайнером фестиваля в 2023 году. С 25 марта 2020 года веб-сайт Оушен начал отправлять виниловые синглы "Dear April" и "Cayendo", а также ранее выпущенный "In My Room", хотя позже многие сообщали о проблемах с получением заказов на винил или возврате средств за отменённые заказы. Ремиксы на эти два трека ранее играли во время его ночного DJ-сета club night PrEP+. Выпуски винила и эксклюзивность побудили слушателей выложить эти две песни на такие сайты, как Twitter и SoundCloud, и эти две песни были официально выпущены в цифровом виде 3 апреля.
8 августа 2021 года Фрэнк Оушен официально представил свой первый модный проект "Homer", первоначально анонсированный певцом в интервью Financial Times. В вопросах и ответах, отправленных в пресс-релизе, "Homer" была просто указана как "независимая американская компания класса люкс, основанная Фрэнком Оушеном". В своём stories в Instagram Фрэнк написал: "Этот проект заставлял мой разум двигаться, а воображение буйствовать на протяжении всего этого. (...) Я надеюсь создать долговечные вещи, которые трудно разрушить, увидеть это в камне. (...) Это 3 года в процессе разработки, и мне так много хочется поделиться со всеми вами, незнакомцами. Любовь". Ювелирная компания, которая уже сотрудничала с Prada, черпает вдохновение в "детских навязчивых идеях" и "наследии как фантазии".
13 сентября 2021 года в Нью-Йорке Фрэнк посетил гала-концерт Met Gala. Певец удивил всех, придя на мероприятие с роботизированным зелёным младенцем (того же цвета, что и его волосы), о котором он заботился, как о настоящем, воркуя и баюкая его. На красной ковровой дорожке, в интервью Кеке Палмер, когда Фрэнка спросили о “запрограммированном ребёнке”, он ответил: "Он поражён, я поражён". Существо носило комбинезон с галактическим принтом и могло поднимать свои конечности, отчего казалось почти живым. Оушен, с другой стороны, выбрал чёрный замшевый костюм-тройку от Prada и белую футболку под ним. Его аксессуары включали шляпу с вышивкой “Dreamcore”, пьесу анимационной компании DreamWorks, и ожерелье от его роскошного ювелирного бренда "Homer". "В Америке... Я чувствую, что мы в некотором роде создаём, задаём некоторые тенденции в целом, особенно в музыке", - сказал он о теме вечера "В Америке: словарь моды".
25 декабря 2021 года Оушен выпустил новую 9-минутную песню без названия в своём радиошоу Beats 1 Blonded Radio с музыкальным вкладом Кори Генри.
В июне 2022 года было объявлено, что Оушен ведёт переговоры о снятии своего первого полнометражного фильма с продюсерской компанией A24.
10 января 2023 года фестиваль Coachella объявил, что Оушен будет хедлайнером фестиваля 16 и 23 апреля, это его первые живые выступления с 2017 года.

## Музыкальный стиль
Музыка Оушена была охарактеризована музыкальными писателями как своеобразная по стилю. Его музыка обычно включает электронную клавиатуру, часто исполняемую самим Оушеном, и подкрепляется приглушённой ритм-секцией в постановке. Его композиции часто написаны в среднем темпе, содержат нетрадиционные мелодии и иногда имеют экспериментальную структуру песни. В комментариях критиков он был охарактеризован как "авангардный R& B исполнитель", "авангардный соул-певец" и "поп-музыкант". Стивен Хайден назвал его "интроспективным исполнителем душевных баллад".
В написании песен Оушена Джон Парелес из The New York Times отмечает "открытое эхо самостоятельных, новаторских авторов песен в стиле R&B, таких как Принс, Стиви Уандер, Марвин Гэй, Максвелл, Эрика Баду и особенно R. Kelly, и его манеру писать мелодии, которые колеблются между речью и песней, асимметричные и синкопированные." Джоди Розен из Rolling Stone называет его выдающимся певцом из-за "его чувства романтической трагедии, разворачивающейся в медленно закипающих балладах". Крис Ричардс из The Washington Post охарактеризовал присутствие Оушена на сцене во время живых выступлений как "сдержанное". В то время как в "Nostalgia, Ultra" была представлена как оригинальная музыка Оушена, так и треки, основанные на сэмплированных мелодиях, "Channel Orange" представил Оушена в качестве основного музыкального композитора, о котором музыкальный журналист Роберт Кристгау высказал мнение: "Когда он единственный композитор, Оушен сопротивляется выставлению себя напоказ — сопротивляется дурманящему настроению, умному темпу, сам по себе трансцендентный фальцет". Тексты песен Оушена затрагивают темы любви, тоски, дурных предчувствий и ностальгии. Его дебютный сингл "Novacane" противопоставляет оцепенение и искусственность сексуальных отношений с темами мейнстрим-радио, в то время как "Voodoo" объединяет темы духовности и сексуальности и представляет собой эксцентричный взгляд на такие темы, распространённые в R&B. Последняя песня была выпущена Оушеном на его аккаунте в Tumblr и содержит отсылки как к традиционной духовной песне "He's Got the Whole World in His Hands", так и к женской анатомии в припеве: "У неё весь мир в её juicy fruit / у него весь мир в штанах / он обернул весь мир обручальным кольцом / затем надел весь мир на её руки / у неё в руках весь мир / у него в руках весь мир". По словам Корбона Гобла из Stereogum, лирические "настроения" "Voodoo" свидетельствуют о "иногда мрачных, депрессивных лирических тенденциях Оушена", в то время как автор MTV News Тирхака Лав считает такие песни одними из самых отличительных для Оушена, поскольку они преображают смысл, лежащий в основе краткосрочной и долгосрочной памяти., и "нарушить течение линейного времени, побуждая нас погрузиться глубоко в наши собственные воспоминания и почувствовать что-то неизгладимо реальное". Некоторые песни на "Channel Orange" намекают на опыт Оушена, связанный с неразделённой любовью.

## Влияние
Оушен - один из самых известных художников своего поколения. Музыкальные критики приписывают ему возрождение досовременного R&B, а также подход к жанру иначе, чем у его современников, благодаря использованию других жанров, включая экспериментальный, электро, рок и психоделический. Его характерное звучание и стиль оказали влияние на многочисленных исполнителей различных музыкальных жанров. И The Insider, и The Wall Street Journal считали Оушена самым доминирующим артистом десятилетия 2010-х годов. Он был включён в список 100 самых влиятельных людей мира по версии журнала Time за 2013 год и в список Forbes 30 в возрасте до 30 лет за 2017 год.
Энди Келлман из AllMusic написал,
Фрэнк Оушен был одной из самых интересных фигур в современной музыке с момента своего прихода в начале 2010-х годов. Певец и автор песен, чьё искусное творчество не поддаётся жёсткой классификации как R&B, он, тем не менее, продвинул этот жанр вперёд с помощью, казалось бы, бесцеремонных, но творчески детализированных повествований, в которых он чередовался между тоскующим романтиком и добродушным хвастуном.
Культурный критик Нельсон Джордж утверждает, что вместе с Мигелем Оушен "застолбил территорию, где [он] не конкурирует с теми хитовыми [коммерческими R&B] группами" и "культивирует звук, который уравновешивает заботы взрослых с чувством молодых людей, пытающихся понять свои собственные желания (подходящее описание океана, в частности)." Келли Олгрим, пишущая для The Insider, сказала, что Оушен "изменил само наше понимание современной музыки" и что он обсуждает такие темы, как молодость, невинность, потерянная любовь, одиночество, желание и смертность в своей музыке таким образом, что "это кажется свежим и экстраординарным [и] делает интроспективное звучание универсальным и трансцендентным [вот почему] он один из определяющих художников нашего времени". Джейкоб Шамсиан из Business Insider сказал, что Оушен "не просто один из самых важных артистов в поп-музыке, он один из самых важных артистов во всей музыке". В статье GQ под названием "Почему Фрэнк Оушен - музыкальная икона" Джон Сэвидж описал Оушена как "одного из поп- элит", "настоящая поп-звезда сегодняшнего дня" и "непревзойдённый современный артист во всех смыслах, который погружён в новые звуковые возможности, тот, кто глубоко привержен художественным исследованиям в самом глубоком смысле". Сэвидж похвалил Оушена за то, что он вывел R&B на "новый уровень [благодаря] созданию потрясающих звуковых образов, которые соответствуют его текстам". Pitchfork считал Оушена "мастером написания исповедальных песен, заслужившим статус культовой иконы благодаря своей загадочной персоне и своеобразному подходу к поп-музыке". В 2023 году журнал Rolling Stone поставил Оушена на 190-е место в своём списке 200 величайших певцов всех времён.

## Личная жизнь
23 апреля 2015 Оушен успешно изменил своё законное имя с Кристофера Эдвина Бро на Кристофера Фрэнсиса Оушена. По сообщениям, к смене имени артиста побудил фильм 1960 года «Одиннадцать друзей Оушена».
Летом 2012 Оушен написал открытое письмо, в котором сообщил, что, будучи 19-летним, испытывал безответную любовь к парню, однако называть себя геем, бисексуалом или гетеросексуалом не стал. Закончил послание Фрэнк строчкой: «У меня больше нет тайн, которые я должен скрывать. Я чувствую себя свободным». После каминг-аута ряд артистов, включая Бейонсе и Jay-Z, публично поддержали Фрэнка. В целом хип-хоп сообщество положительно отреагировало на заявление Оушена, в том числе и его соратники из Odd Future. Рассел Симмонс, основатель лейбла Def Jam Recordings и одна из влиятельных фигур раннего хип-хопа, написал поздравительную статью в Global Grind, заявив: «Сегодня большой день для всего хип-хопа. Этот день определит, кто мы есть на самом деле. Будем ли мы сострадательны? Можем ли мы любить?... Ваше решение публично признаться в своей сексуальной ориентации даёт надежду и свет для очень многих молодых людей, которые до сих пор живут в страхе».

## Дискография

### Студийные альбомы
| Название       | Детали                                                 | Продано       | Сертификаты                                                     |
| -------------- | ------------------------------------------------------ | ------------- | --------------------------------------------------------------- |
| Channel Orange | - Дата выхода: 10 июля 2012 - Лейбл: Def Jam           | US: 930 000   | - RIAA: Золотой - BPI: Золотой - MC: Золотой - ARIA: Платиновый |
| Blonde         | - Дата выхода: 20 августа 2016 - Лейбл: Boys Don't Cry | US: 1 000 000 | - RIAA: Платиновый - BPI: Серебряный                            |

### Совместные альбомы
| Название                                 | Детали                                           |
| ---------------------------------------- | ------------------------------------------------ |
| The OF Tape Vol. 2 (вместе с Odd Future) | - Дата выхода: 20 марта 2012 - Лейбл: Odd Future |

### Микстейпы
| Название         | Детали                         | Скачано |
| ---------------- | ------------------------------ | ------- |
| Nostalgia, Ultra | - Дата выхода: 16 февраля 2011 | 870'000 |

### Видеоальбомы
| Название | Детали                                                          |
| -------- | --------------------------------------------------------------- |
| Endless  | - Дата выхода: 19 августа 2016 - Лейбл: Def Jam; Thresh Produce |